# Gmina Nowe Miasteczko
Die Gmina Nowe Miasteczko ist eine Stadt- und Landgemeinde im Powiat Nowosolski der Woiwodschaft Lebus in Polen. Ihr Sitz ist die gleichnamige Stadt Nowe Miasteczko (deutsch Neustädtel) mit etwa 2850 Einwohnern.

## Geographie
Die Gemeinde mit einer Fläche von 77 km² liegt in Niederschlesien. Die Kreisstadt Nowa Sól (Neusalz an der Oder) liegt fünf Kilometer nördlich, Głogów (Glogau) etwa 20 Kilometer östlich. Zu den Gewässern gehört die Biała Woda (Weißfurth), ein linker Nebenfluss der Oder.

## Gliederung
Die Stadt-und-Land-Gemeinde Nowe Miasteczko mit fast 5500 Einwohnern gliedert sich in die Stadt selbst und zehn Dörfer mit Schulzenämtern:
- Nowe Miasteczko (Neustädtel)
- Borów Polski (Windischborau)
- Borów Wielki (Großenborau)
- Gołaszyn (Lindau)
- Konin
- Miłaków (Milkau)
- Nieciecz (Netschütz)
- Popęszyce (Poppschütz)
- Rejów (Rehlau)
- Szyba (Scheibau)
- Żuków (Suckau)

## Partnergemeinde
Nowe Miasteczko unterhält mit den beiden deutschen Städten Bad Liebenwerda und Storkow (Mark) eine Partnerschaft.

## Persönlichkeiten
- Robert Graf von Zedlitz-Trützschler (1863–1942), preußischer Beamter und Autor; geboren in Nieder-Großenborau
- Ruth von Kleist-Retzow (1867–1945), Widerstandskämpferin; geboren in Nieder-Großenborau.